# Arkady Luxemburg
Arkady Luxemburg (rumänisch Arkady Luxemburg, Vorname auch Arcadii, russisch Аркадий Петрович Люксембург, Transkription (Schreibung)|Transkription Arkadi Petrowitsch Ljuksemburg, wiss. Transliteration Arkadij Petrovič Ljuksemburg; * 15. März 1939 in Schitomir, Ukrainische SSR, Sowjetunion, heute Schytomyr, Ukraine) ist ein moldauisch-amerikanischer Komponist.

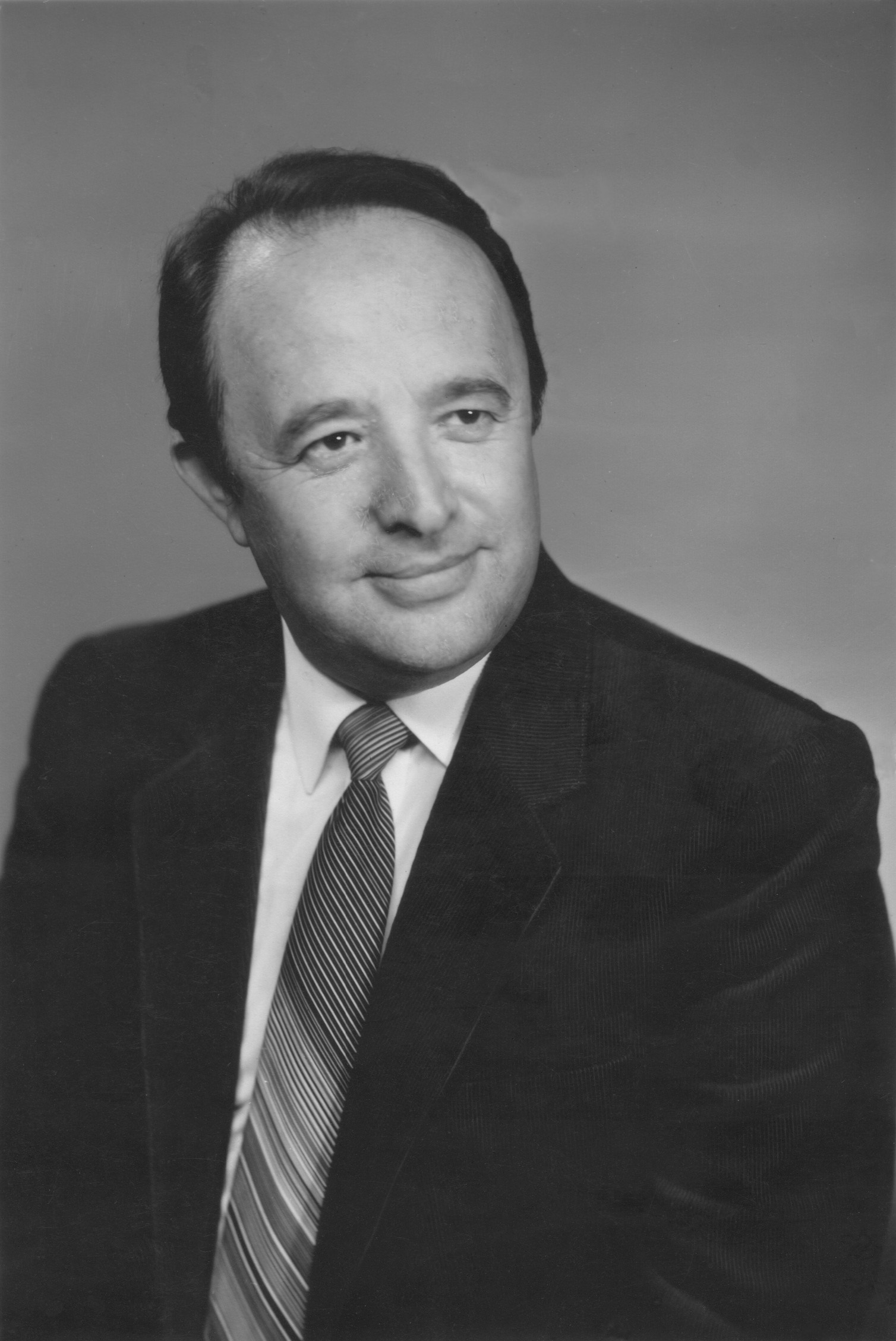
Arkady Luxemburg

## Leben und Wirken
Luxemburg erhielt 1964 einen Master of Arts an der Hochschule für Musik in Chișinău, der Hauptstadt der Moldauischen SSR in der ehemaligen Sowjetunion, wo er Klavier, Musiktheorie und Komposition studiert hatte, letzteres bei Solomon Lobel (1910–1981). Er arbeitete als Lehrer, Konzertpianist und Liedbegleiter bei verschiedenen Institutionen auf der ganzen Welt. Zu seinen Stationen zählen unter anderem auf dem Gebiet der späteren Republik Moldau die Musikschule „Stepan Njaga“ (1964–1967), die Musikakademie „Gavriil Musicescu“ (1967–1972) und die Spezialmusikschule „Eugen Coca“ (1972–1990), in Israel das David Yellin College Jerusalem (1990–1995), in den USA die San Diego State University, das San Diego Mesa College und das California Ballet. Mehrere seiner Schüler wurden weltweit bekannt, darunter Oleg Maisenberg und Mark Seltzer.
Luxemburg hat mehrere Werke über Musiktheorie und Harmonielehre verfasst. 1967 wurde er als moldauischer Komponist des Jahres ausgezeichnet. Er ist Mitglied des Verbandes der Komponisten und der ASCAP in den USA.
Zu seinen bekanntesten symphonischen Werken zählen: Sinfonietta (1970), Sinfonie für Streicher Zum Gedenken an die Opfer des Holocaust, zwei Konzerte für Klavier mit Orchester (1965, 1975), Konzert für Violoncello mit Orchester, Sinfonische Fantasie Spring Melodies. Bekannte Werke für Klavier solo sind: die Suite Aquarelie, In Memory of Shostakovich, In Memory of Gershwin, Sonata, Sonatinen, Bluses, Preludes.
Ein großer Teil seiner Werke wurde aufgenommen. Sie wurden regelmäßig veröffentlicht und in Tschechien, der Slowakei, der ehemaligen Sowjetunion, Rumänien, Ungarn, Israel, Frankreich und den Vereinigten Staaten gespielt.
1990 zog Luxemburg nach Israel, wo er seine Karriere als Interpret, Komponist und Lehrer fortsetzte. Seit 1995 lebt er in San Diego, Kalifornien.

## Werke

### Werke für Orchester
- Sinfonietta
- Konzert für Klavier und Orchester Nr. 1
- Konzert für Klavier und Orchester Nr. 2
- Konzert für Cello und Orchester
- Symphonic Ballad Andriesh, für Orchester
- Suite Nr. 1 für Streicher
- Suite Nr. 2 für Streicher
- Fantasie für Klavier und Streichorchester
- Sinfonische Fantasie Spring Melodies
- Caprice, für Flöte und Streichorchester
- Symphony Ballade, für Gesang und Orchester
- Walzer, für Gesang und Orchester
- Kinder-Suite, für Kammerorchester
- Melody und Scherzo, für Streichorchester
- Variationen, für Orchester
- Sinfonie für Streicher
- Elegy und Ragtime, für Orchester
- Jugend Overture, für Orchester
- Poem, für Streicher

### Werke für verschiedene Ensembles
- Preludes, 12 Stücke für Streichquartett
- Suite für Streichquartett
- 3 Stücke für Streichquartett
- Lullaby und Ostinato, für Holzbläser-Quintett
- Improvisation und Scherzo, für Flöte, Cello und Klavier
- Lullaby und Humoreske, für Blechbläserquintett
- Hava Nagila. Arrangement für Blechbläserquintett
- Suite für 5 Saxophone
- Blues und Rock and Roll, für 4 Posaunen
- Romance und Foxtrot, für 4 Trompeten
- 3 Stücke für 4 Hörner
- Präludium und Ostinato, für 4 Violinen
- Fröhlich Train, für Violin-Ensemble und Klavier
- Passacaglia und Tanz, für Flöte, Horn und Klavier
- Suite für Holzbläser-Quartett
- 3 Stücke für Klarinette und Fagott
- Drei Stücke für Violine, Viola und Cello

### Werke für Klavier
- Sonata
- Suite Aquarelie, 8 Stücke
- Suite In Memory of Gershwin 5 Stücke
- Sonatina
- 3 Stücke In Memory of Shostakovich
- Suite for Children im Volkston
- Bluses, 8 Stücke
- Preludes, 12 Stücke
- Kinder-Album 9-teilig
- Suite für Cembalo, 4 Stücke
- Preludes, 8 Stücke
- Improvisation und Toccata
- Moods, fünf Miniaturen für Klavier
- Klavierschule, 220 Stücke.

### Andere Werke
Verschiedene Werke für Streicher, Blechbläser, Holzbläser, Gesang und Klavier, Chor, Pop und Jazz Songs,
Musik für Theater und Film.